# Diodonopsis
Diodonopsis là một chi thực vật có hoa trong họ Lan.